# Славчо Ангелов
Славчо Венев Ангелов е български партизанин, офицер, полковник.

## Биография
Роден е на 2 юли 1914 година в кюстендилското село Лечевци, днес част от село Средорек. От 1932 година е член на РМС, а от 1937 и на БКП. В периода 1934-1938 година е член на БОНСС. Става партизанин във Войнишка партизанска бригада „Георги Димитров“, където е политкомисар на бригадата. От 16 октомври 1944 е назначен за помощник-командир на петдесети пехотен полк. На 22 октомври 1944 става инструктор към политическия отдел на Министерството на войната. Награждаван е с орден „За храброст“, IV степен, 2 клас. Полковник Славчо Венев Ангелов – септември 1951 – 1957, командир на Управление „Свързочни войски“